# 杀子报案
殺子報案，又名清廉訪案、南通州奇案、通州奇案、天齊廟、油壇記，是清末著名奇案之一，記載於清光绪丁酉年（1897年）敬文堂刊本。
有一說法認為此案應屬於清末四大奇案之一。只是1985年周楞伽教授在將清末四大奇案編著成書時，鑒於「四大奇案」中「殺子報案」內容穢褻殘忍，不宜過分渲染，另記述了發生在清朝道光年間的太原奇案取而代之。
《殺子報》內封題「清代實事風流奇案」字樣，署「靈岩樵子校勘」，內有寡婦徐氏與僧人納雲私通．其子官保偶遇，徐氏殺害親子，並強迫女兒金定參與碎屍滅跡之事，就有戲曲《殺子報》流傳，因其色情、兇殺和恐怖，1950年中华人民共和国文化部宣布停演此戲。

## 殺子報案始末
此案發生於同治末光緒初年之間，相傳案出江蘇南通州屬某鄉，其家確否姓王，則未盡可憑，惟確系鄰右及塾師所告發。案懸數年，後將全案人證及主犯解至蘇州由韓按察使，會同巡撫、藩司，合席審讞結案，故其事傳遍大江南北。
通州如皋有一寡婦王徐氏青年喪夫，育有一女王金定，一子王官保。王徐氏年輕貌美，丈夫死後，與居處天齊廟巷附近一名僧人納雲通姦。有一日，被當時九歲的王官保發覺，王官保即趕走納雲，追到廟中，將納雲痛毆一頓。納雲於是不再探訪王徐氏。王徐氏之後遷怒其子王官保，憤而將兒子殺害，並逼迫其女王金定幫忙，將王官保分屍貯入油罈中。事發之前，王金定得知母親欲殺其弟王官保，到私塾要求其弟不要回家，以免被母親所害，私塾的老師以為王金定胡言亂語，還是將王官保送回家。王官保被害後，私塾的老師見他多日不來私塾，經查問王金定後獲悉王官保真的被親母所殺，於是上告官府徐氏殺子，唯以無佐證遭官府駁回，更被官府以誣告罪拘捕。過了幾天，塾師之妻亦來擊鼓申訴救夫，州官以案情重大，又被王官保託夢，遂微服四處暗訪，查明實據後，終將王徐氏與僧人納雲繩之以法。